# Majlis Bachao Tehreek
Majlis Bachao Tehreek ("Rörelsen Rädda Majlis") är ett islamistiskt politiskt parti i den indiska delstaten Andhra Pradesh. MBT bildades av Mohammed Amanullah Khan som en utbrytning ur All India Majlis-e-Ittehadul Muslimen. 
Khan bildade MBT 1993 efter att ha hamnat i konflikt med AIMIM:s ledare Sultan Salahuddin Owaisi. Kontroversen rörde bl.a. förstörelsen av Babrimoskén i Ayodhya. MBT:s styrka finns koncentrerad i de muslimska områdena i Hyderabad. Khan valdes fem gånger till Andhra Pradesh delstatsförsamling. Khan representerade valkresten Chandrayangutta mellan 1978 och 1994. Fyra gånger valdes han som AIMIM-kandidat och 1994 som MBT-kandidat. 1999 besegrades han av en AIMIM-kandidat.
Mohammed Amanullah Khan avled 10 november 2002. Efter hans död publicerade urdutidningen Munsif en kritisk artikel, vilket föranledde Khans son, Amjadullah Khan Khalid att leda en folkmobb och attackera tidningen. Attacken blev mycket uppmärksammad i media och fördömdes av Reportrar utan gränser.
I valet till Lok Sabha 2004 hade MBT lanserat en kandidat, Mohammed Amanullah Khans son Majidullah Khan i valkretsen Hyderabad (d.v.s. som motkandidat till AIMIM:s Asaduddin Owaisi). Khan fick 47 560 röster (4,78%).
- MBT har två av hundra mandat i Hyderabads kommunfullmäktige (Amjadullah Khan Khalid är en av ledamöterna).
- I delstatsvalet 2004 hade MBT lanserat sju kandidater, varav fem var motkandidater till AIMIM. Ingen MBT-kandidat lyckades bli vald.
- MBT är motståndare till USA:s ockupation av Irak.
- Mumtaz Ahmed Khan, delstatsförsamlingsledamot för AIMIM, var medlem av MBT fram till 1999.
- Medan AIMIM försöker distansera sig från sitt ursprung under Nizamtiden och sina band till Razakars, så har MBT öppet hyllat Razakars ledare Qasim Razvi.